# Liparetrus quinquelobatus
Liparetrus quinquelobatus är en skalbaggsart som beskrevs av Lea 1919. Liparetrus quinquelobatus ingår i släktet Liparetrus och familjen Melolonthidae. Inga underarter finns listade i Catalogue of Life.